# Port lotniczy Biak-Frans Kaisiepo
Port lotniczy Biak-Frans Kaisiepo (IATA: BIK, ICAO: WABB) – port lotniczy położony na wyspie Biak, w prowincji Papua, w Indonezji.